# 乾昇
乾 昇（いぬい のぼる、1912年10月1日 - 2004年2月24日）は、日本の経営者。住友金属工業社長を務めた。

## 経歴
兵庫県神戸市出身。1935年に東京帝国大学法学部法律学科を卒業し、同年に住友金属工業の前身である住友伸銅鋼管に入社。
総務部長、取締役、常務、専務、副社長を経て、1974年11月から1978年6月までに社長を務めた。社長在任時には石油危機後の不況において、省エネルギーや要員削減などの合理化を進めていった。
関西生産性本部会長、名誉顧問も務めた。
1978年4月に藍綬褒章を受章し、1984年4月に勲二等旭日重光章を受章した。

2004年2月24日、肺炎のために死去。91歳没。